# Brolgatrane
Brolgatrane (latin: Grus rubicunda) er en trane, der er yngletrækfugl i Australien og det sydlige del af Ny Guinea.